# Manuela Sáenz
Manuela Sáenz   (Quito, 27 de desembre de 1797 - Paita, 23 de novembre de 1856) va ser una revolucionària equatoriana, reconeguda per la historiografia contemporània com heroïna de les guerres d'independència hispanoamericanes. Va rebre l'orde del Sol i el títol "Libertadora del libertador", després de salvar la vida de Simón Bolívar durant la Conspiració Setembrina de 1828 a Bogotà.
Casada amb un comerciant anglès el 1817, va esdevenir una socialite de la ciutat de Lima, cosa que li va servir per involucrar-se en afers polítics i servir de suport als revolucionaris. Va deixar el seu marit el 1822 i va convertir-se en col·laboradora i parella de Simón Bolívar, fins a la mort d'ell el 1830.
El seu rol en la causa revolucionaria ha estat sovint ignorat i denigrat, fins que a mitjans del segle xx va recuperar-se la seva figura com a líder independentista i precursora del feminisme a l'Amèrica Llatina.